# Karl Adalbert Wichura
Karl Adalbert Wichura (zm. 23 lutego 1862 r. w Boguminie w wieku 54 lat) – pochodzący z Łubowic komisarz sądowy i notariusz, od 1839 roku pan na Łubowicach, w latach 1842–51 landrat powiatu raciborskiego.
Na stanowisko landrata został powołany w marcu 1842 roku. Nie posiadał pochodzenia arystokratycznego, a na wysokie stanowisko wspiął się dzięki pracowitości i talentowi. Po jego rezygnacji ze stanowiska landrata 1 czerwca 1851 roku przez niespełna dwa miesiące nie powoływano nikogo na jego zastępcę, a obowiązki landrata sprawowali najpierw rotmistrz Benneke z Pietrowic Wielkich, a następnie Wilhelm von Wrochem z Brzeźnicy. 28 lipca 1851 roku na zastępcę Wichury powołano Oskara von Elsnera.
Jego syn, Georg Wichura walczył podczas I wojny światowej i dosłużył się stopnia generała.